# Liste von Söhnen und Töchtern der Stadt Charleston (South Carolina)
Dies ist eine Liste bekannter Persönlichkeiten, die in der US-amerikanischen Stadt Charleston (South Carolina) geboren wurden. Die Liste erhebt keinen Anspruch auf Vollständigkeit.

## 18. Jahrhundert

### 1701–1760

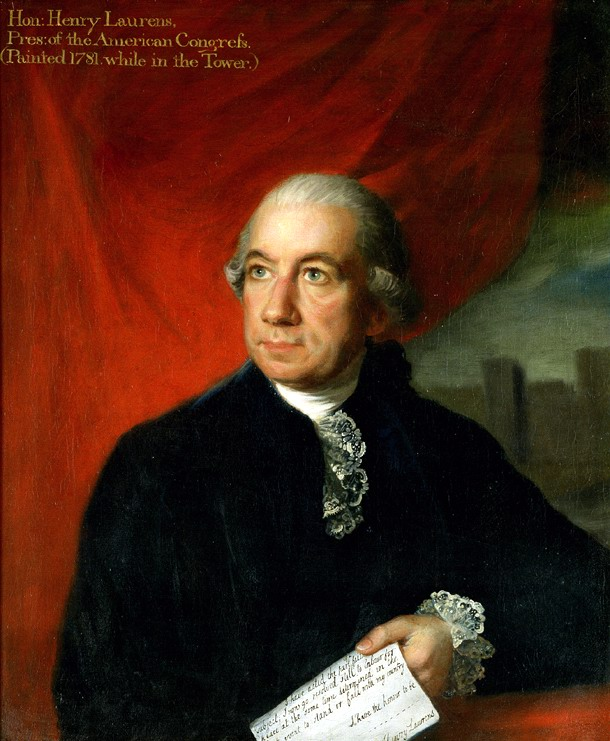
Henry Laurens
(1724–1792)

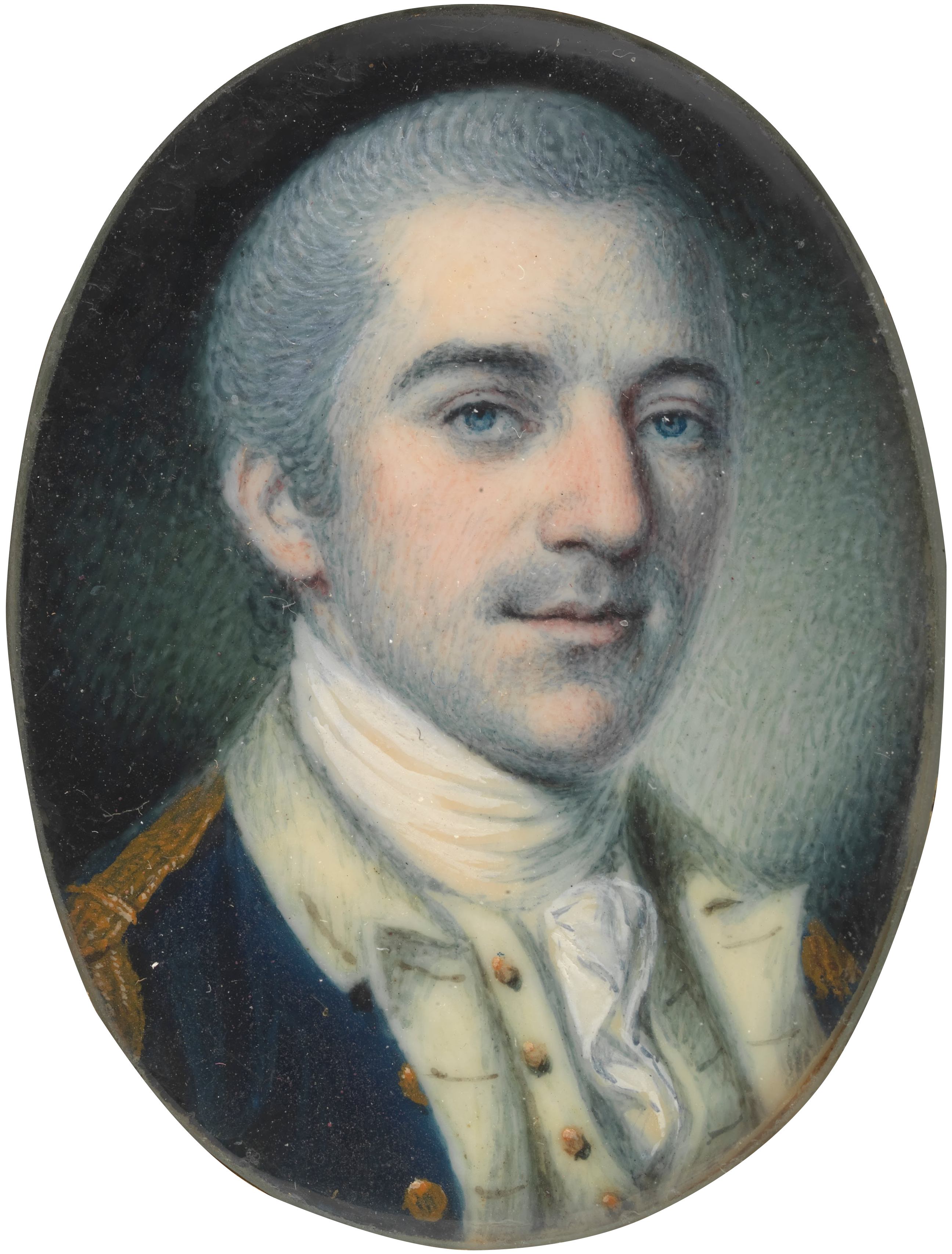
John Laurens
(1754–1782)

- Christopher Gadsden (1724–1805), Händler, Offizier und Politiker
- Henry Laurens (1724–1792), politischer Führer im Unabhängigkeitskrieg
- William Moultrie (1730–1805), Politiker und Gouverneur von South Carolina
- Isaac Motte (1738–1795), Politiker
- Thomas Bee (1739–1812), Jurist und Politiker
- Benjamin Guerard (1740–1788), Politiker und von 1783 bis 1785 Gouverneur von South Carolina
- Charles Cotesworth Pinckney (1746–1825), Politiker; Unterzeichner der Verfassung der Vereinigten Staaten
- Nicholas Eveleigh (≈1748–1791), Politiker
- Thomas Dale (1749–1816), britischer Arzt
- Edward Rutledge (1749–1800), britisch-amerikanischer Politiker und als einer der Unterzeichner der Unabhängigkeitserklärung der Vereinigten Staaten einer der amerikanischen Gründerväter
- Thomas Pinckney (1750–1828), Soldat, Politiker und Diplomat
- John Laurens (1754–1782), Soldat im Unabhängigkeitskrieg
- Charles Pinckney (1757–1824), Politiker und Gouverneur von South Carolina
- William Charles Wells (1757–1817), schottischer Arzt
- John Parker (1759–1832), Politiker

### 1761–1800

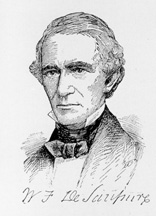
William F. De Saussure
(1792–1870)

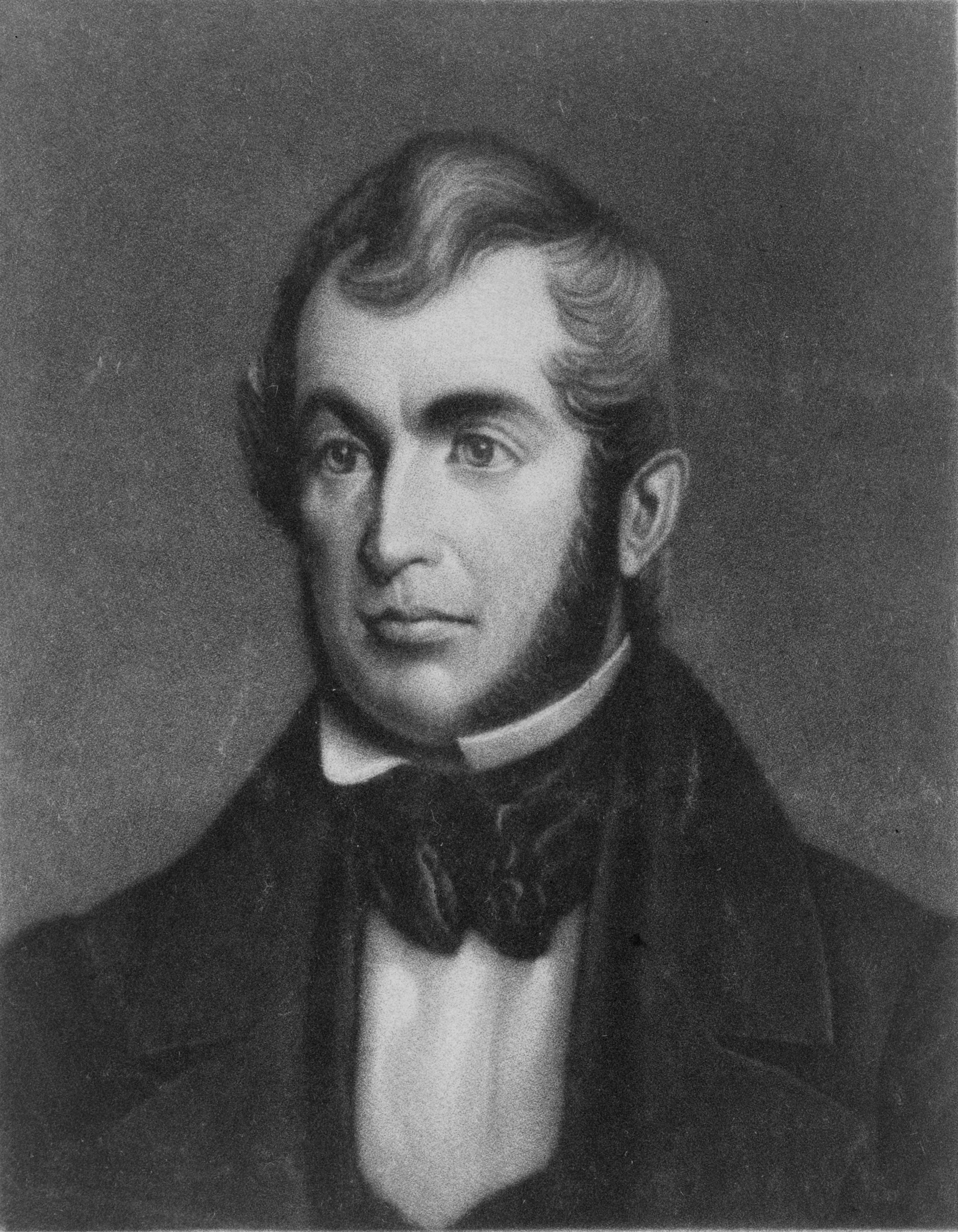
Hugh S. Legaré
(1797–1843)

- Alexander Juhan (1765–1845), Komponist, Pianist und Dirigent
- Benjamin Huger (1768–1823), Politiker
- William Johnson (1771–1834), Jurist und Richter am Obersten Gerichtshof der Vereinigten Staaten
- John Geddes (1777–1828), Politiker und von 1818 bis 1820 Gouverneur von South Carolina
- Joel Roberts Poinsett (1779–1851), Arzt, Botaniker und Politiker
- John Linscom Boss (1780–1819), Politiker
- Thomas Bennett (1781–1865), Politiker und von 1820 bis 1822 Gouverneur von South Carolina
- Robert Mills (1781–1855), Architekt und Kartograf
- James Hamilton junior (1786–1857), Politiker und von 1830 bis 1832 Gouverneur von South Carolina
- Jehu Jones (1786–1852), lutherischer Geistlicher
- James Gadsden (1788–1858), Diplomat und Offizier
- Sarah Moore Grimké (1792–1873), Abolitionistin, Schriftstellerin, Bürgerrechtlerin und Feministin
- William F. De Saussure (1792–1870), Politiker
- Charles James McDonald (1793–1860), Politiker und von 1839 bis 1843 Gouverneur von Georgia
- Henry L. Pinckney (1794–1863), Politiker
- Isaac E. Holmes (1796–1867), Politiker
- Hugh S. Legaré (1797–1843), Jurist, Diplomat, Politiker und Justizminister
- Alonzo Morphy (1798–1856), Jurist und Politiker

## 19. Jahrhundert

### 1801–1830

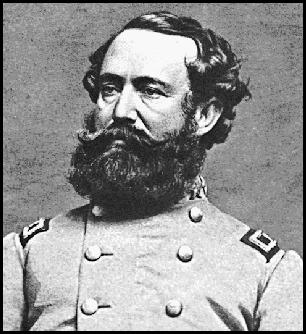
Wade Hampton
(1818–1902)

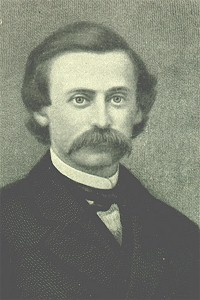
Henry Timrod
(1828–1867)

- Angelina Emily Grimké (1805–1879), politische Aktivistin und Frauenrechtlerin
- Benjamin Huger (1805–1877), Generalmajor im konföderierten Heer während des Sezessionskrieges
- Theodore Gaillard Hunt (1805–1893), Politiker
- William Aiken (1806–1887), Politiker und von 1844 bis 1846 Gouverneur des Bundesstaates South Carolina
- Henry M. Hyams (1806–1875), Politiker und von 1860 bis 1864 konföderierter Vizegouverneur von Louisiana
- William Valk (1806–1879), Arzt und Politiker
- Philip Phillips (1807–1884), Rechtsanwalt und Politiker
- George Alfred Trenholm (1807–1876), Politiker der Konföderierten Staaten von Amerika
- Thomas Fenwick Drayton (1808–1891), Brigadegeneral im konföderierten Heer während des Sezessionskrieges und Präsident einer Eisenbahngesellschaft
- Lewis Charles Levin (1808–1860), Politiker
- Daniel Payne (1811–1893), methodistischer Bischof und College-Präsident
- Stephen A. Hurlbut (1815–1882), Politiker, Diplomat und Kommandeur
- William Waters Boyce (1818–1890), Politiker
- Wade Hampton III. (1818–1902), General des konföderierten Heeres im Amerikanischen Bürgerkrieg
- Thomas Caute Reynolds (1821–1887), Politiker
- Hamilton Prioleau Bee (1822–1897), Politiker und Brigadegeneral im konföderierten Heer im Sezessionskrieg
- William Porcher Miles (1822–1899), Politiker
- William H. Hunt (1823–1884), Politiker
- Barnard Elliott Bee (1824–1861), Brigadegeneral des konföderierten Heeres im Sezessionskrieg
- James Skivring Smith (≈1825–1884), amerikanisch-liberianischer Arzt und Politiker; sechster Staatspräsident von Liberia
- Henry Timrod (1828–1867), Dichter und Journalist

### 1831–1900

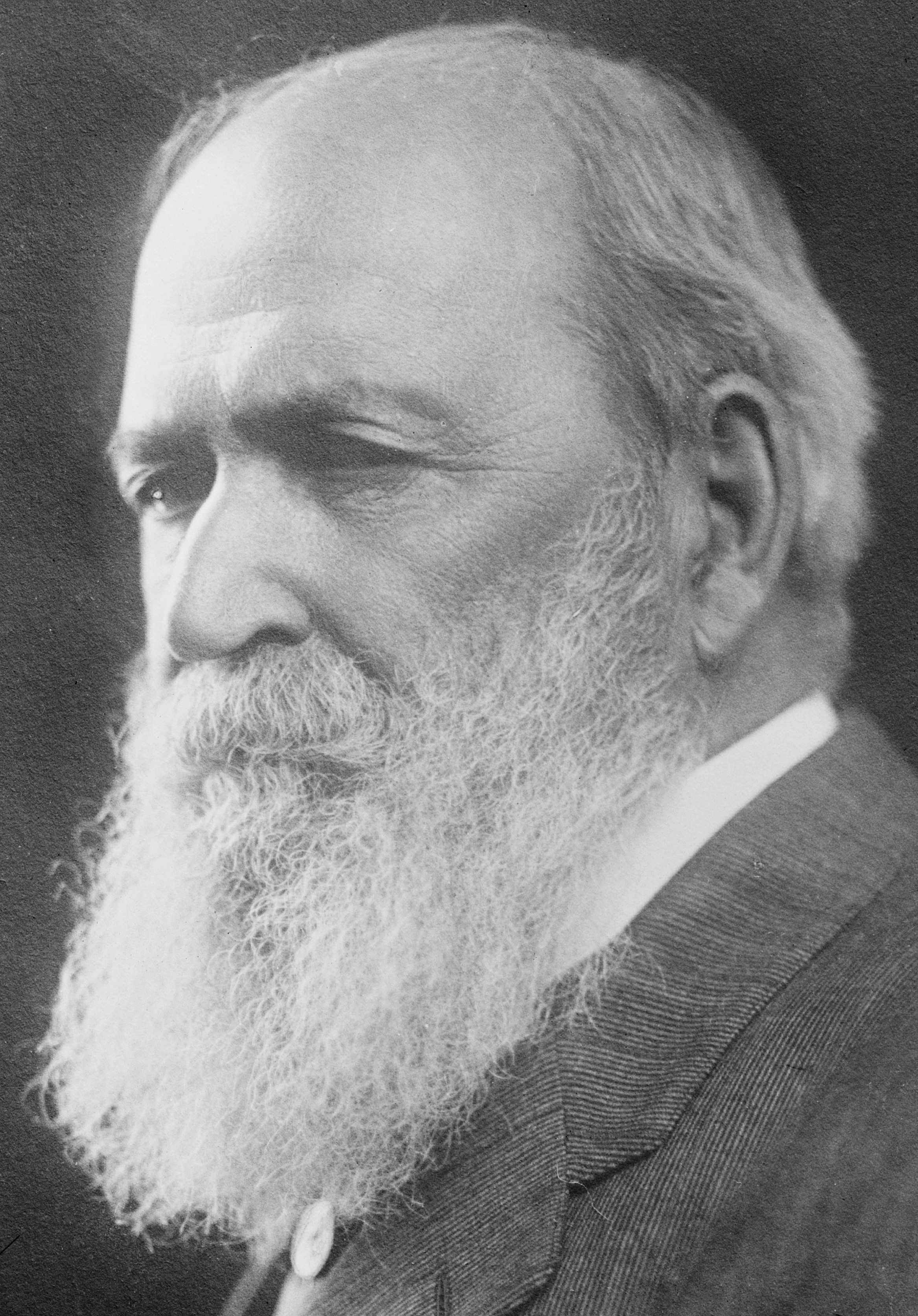
Basil Lanneau Gildersleeve
(1831–1924)

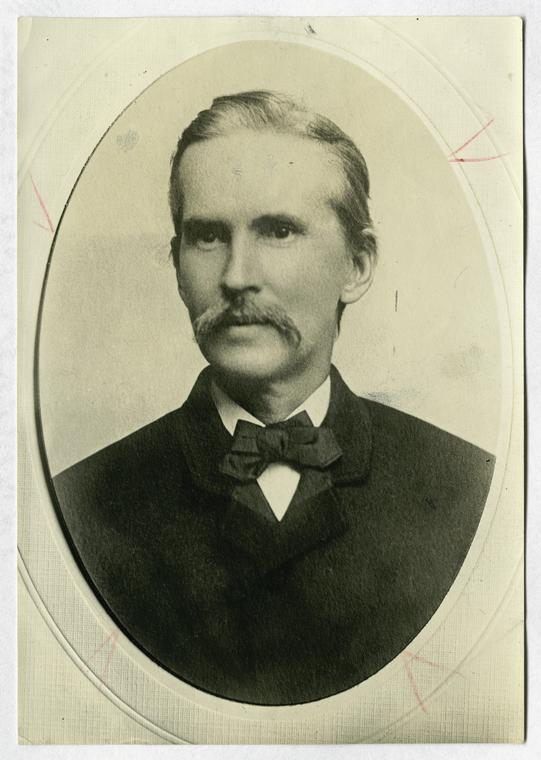
Paul Hamilton Hayne
(1831–1886)

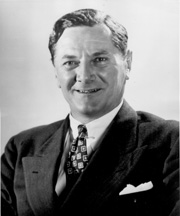
Burnet R. Maybank
(1899–1954)

- Basil Lanneau Gildersleeve (1831–1924), Altphilologe
- Paul Hamilton Hayne (1831–1886), Dichter
- Stephen Dill Lee (1833–1908), General im konföderierten Heer im Sezessionskrieg und Politiker
- Samuel Wragg Ferguson (1834–1917), Brigadegeneral des konföderierten Heeres im Sezessionskrieg
- Lawrence Ludlow Cohen (1836–1918), Genre-, Landschafts-, Stillleben- und Porträtmaler
- Ellison Capers (1837–1908), Brigadegeneral der Konföderierten im Sezessionskrieg und Bischof der Episkopalkirche
- William Aiken Walker (1839–1921), Genre- und Porträtmaler
- Henry Pinckney Northrop (1842–1916), römisch-katholischer Bischof von Charleston
- Edmund William McGregor Mackey (1846–1884), Politiker
- Frazelia Campbell (1849–1930), Althistorikerin und Lehrerin
- Martin F. Ansel (1850–1945), Politiker und von 1907 bis 1911 Gouverneur von South Carolina
- Alexander Campbell King (1856–1926), Jurist und Solicitor General of the United States
- Amory Coffin Simons (1866–1959), Bildhauer
- William A. Moffett (1869–1933), Admiral
- William Robert Shepherd (1871–1934), Historiker und Geschichtskartograph
- Richard S. Whaley (1874–1951), Jurist und Politiker
- Alice Ravenel Huger Smith (1876–1958), Malerin, Grafikerin und Schriftstellerin
- Leigh Whipper (1876–1975), Schauspieler
- Christopher Smith (1879–1949), Komponist und Vaudeville-Künstler
- Alfred L. Bulwinkle (1883–1950), Politiker
- Ernest Just (1883–1941), Biologe
- DuBose Heyward (1885–1940), Schriftsteller
- Tom Delaney (1889–1963), Blues-Musiker
- Octavus Roy Cohen (1891–1959), Jurist und Schriftsteller
- Lottie Hightower (1891–nach 1957), Jazzmusikerin
- Arthur Freed (1894–1973), Musicalproduzent und Liedertexter
- William Lawrence (1895–1981), Pianist, Sänger und Musikpädagoge
- Arthur Briggs (1899–1991), Trompeter, Orchesterleiter und Jazzmusiker
- Burnet R. Maybank (1899–1954), Politiker und von 1939 bis 1941 Gouverneur von South Carolina

## 20. Jahrhundert

### 1901–1940

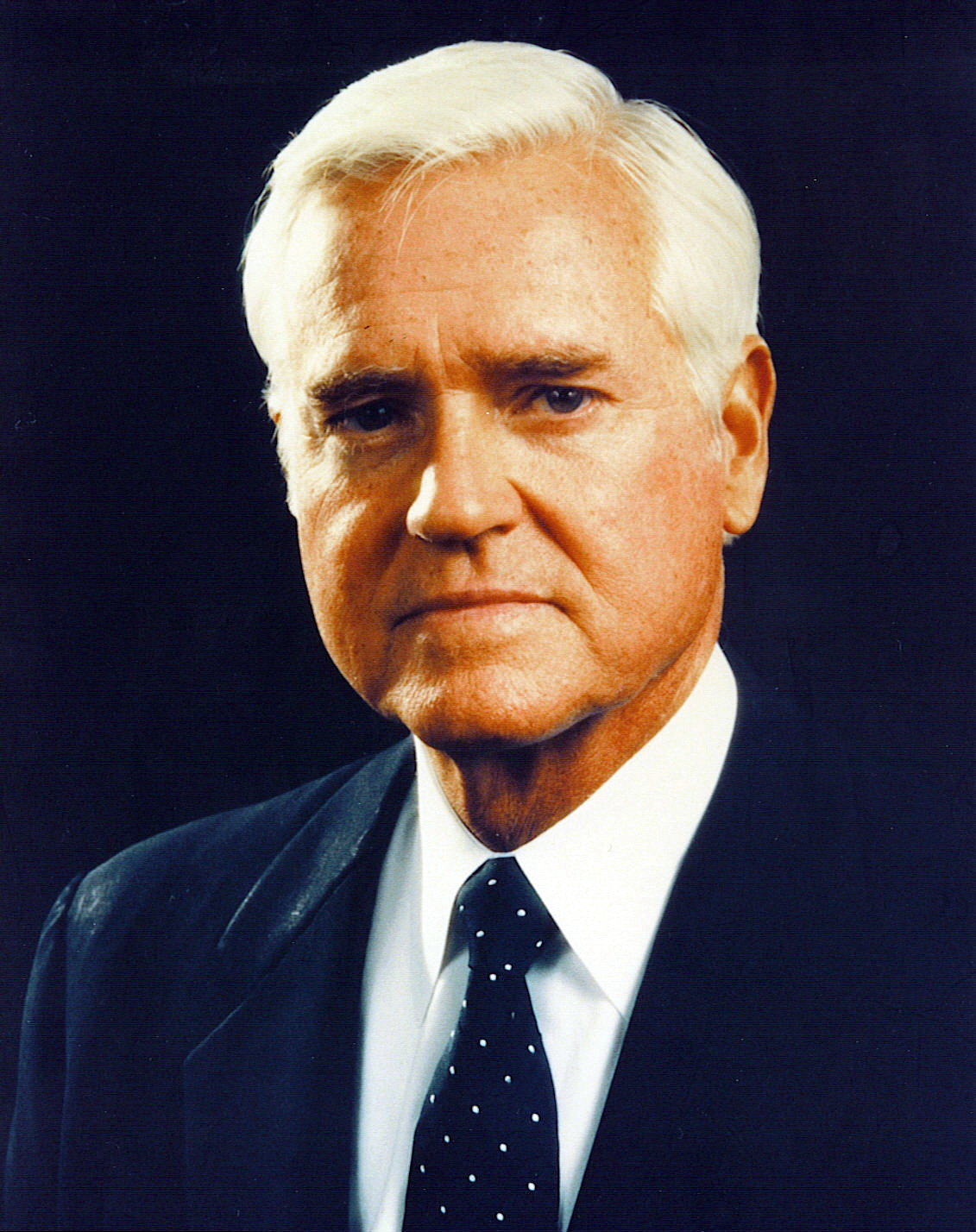
Fritz Hollings
(1922–2019)

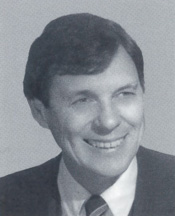
Arthur Ravenel
(1927–2023)

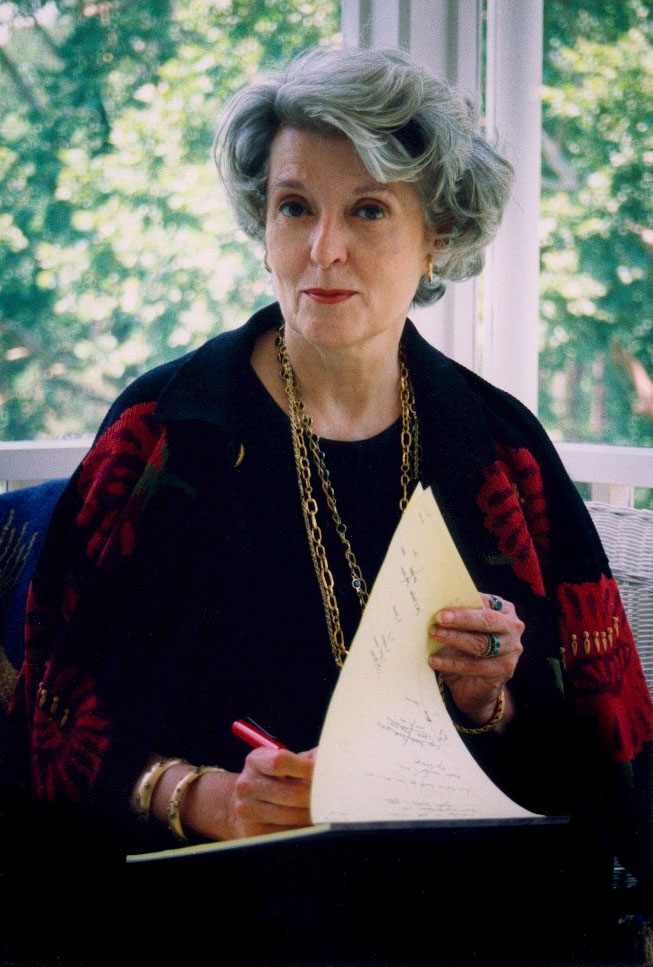
Alexandra Ripley
(1934–2004)

- Gus Aiken (1902–1973), Jazz-Trompeter und Kornettist
- Pete Briggs (1904–unbekannt), Tubist und Bassist
- Bertha Hill (1905–1950), Blues-, Jazz- und Vaudeville-Sängerin und -Tänzerin
- Ellsworth Johnson (1905–1968), afroamerikanischer Mobster
- Helen Chandler (1906–1965), Schauspielerin
- Fud Livingston (1906–1957), Jazzmusiker, Arrangeur und Komponist
- Frances Fuller (1907–1980), Schauspielerin
- Willie Smith (1910–1967), Jazz-Altsaxophonist
- Freddie Green (1911–1987), Jazzgitarrist
- Hal Jackson (1915–2012), Radio- und Fernsehmoderator
- Elbert Root (1915–1983), Wasserspringer[1]
- Julian Dash (1916–1974), Tenorsaxophonist des Swing
- Robert Francis Furchgott (1916–2009), Wissenschaftler
- Cliff Smalls (1918–2008), Jazz-Bandleader, Posaunist, Pianist, Arrangeur und Komponist
- Alice Childress (1920–1994), Dramatikerin, Schauspielerin und Schriftstellerin
- Sidney Rittenberg (1921–2019), Dolmetscher und Gelehrter
- Fritz Hollings (1922–2019), Politiker, Gouverneur von South Carolina und Senator
- James L. Holloway III. (1922–2019), Marineoffizier
- Burnet R. Maybank junior (1924–2016), Politiker, Vizegouverneur des Bundesstaates South Carolina
- Arthur Ravenel (1927–2023), Politiker
- Robert Ferguson (1929–2006), Blues-Sänger und -Pianist
- Elsa Raven (1929–2020), Film- und Fernsehschauspielerin
- Eugene Figg (1930–2002), Bauingenieur
- Alexandra Ripley (1934–2004), Schriftstellerin
- Mr. Wrestling II (1934–2020), Wrestler
- Ronnie Free (* 1936), Jazz-Schlagzeuger
- Rufus Jones (1936–1990), Schlagzeuger
- Joey Morant (1938/39–2021), Jazzmusiker

### 1941–1970
- Thomas F. Hartnett (* 1941), Politiker

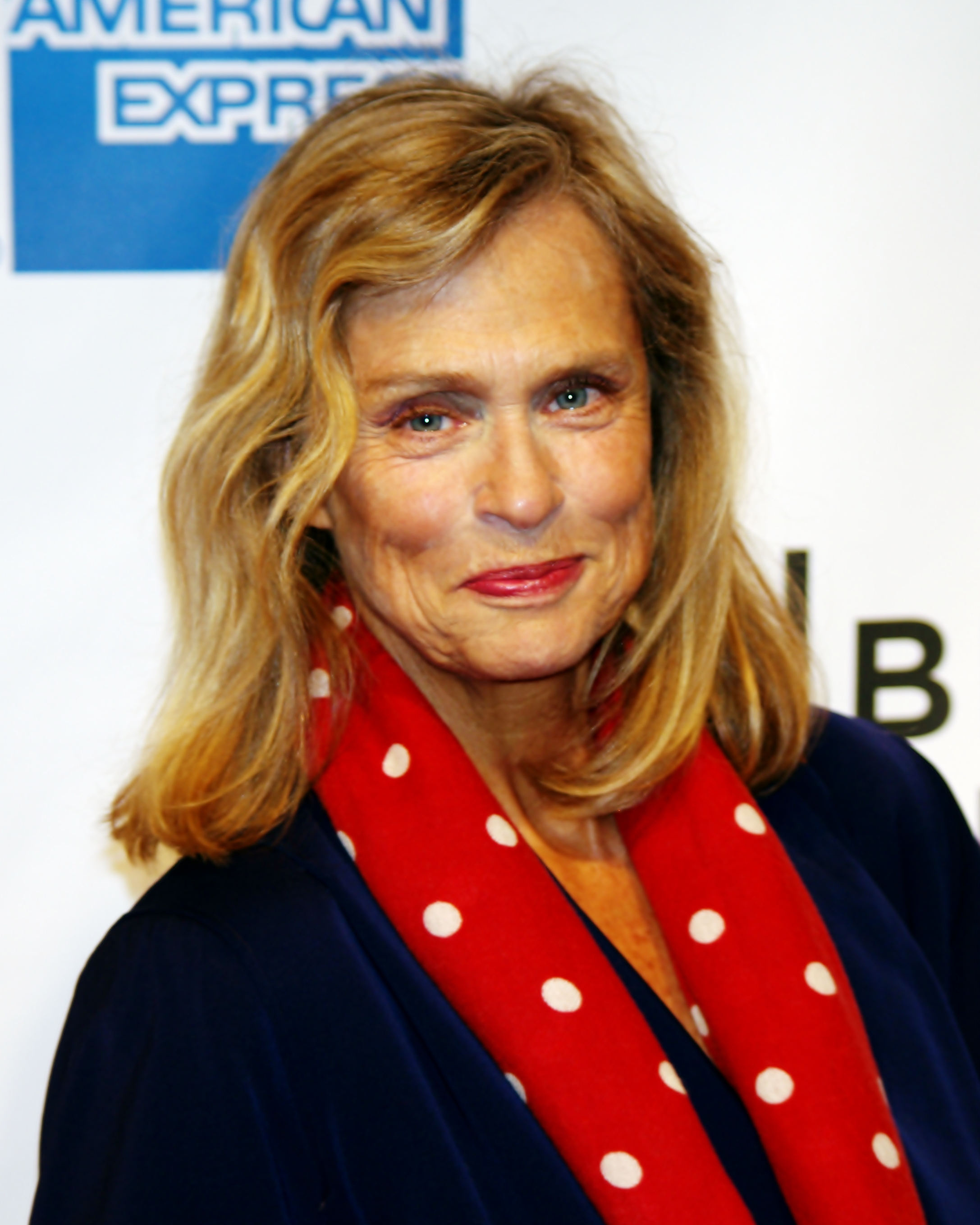
Lauren Hutton
(* 1943)

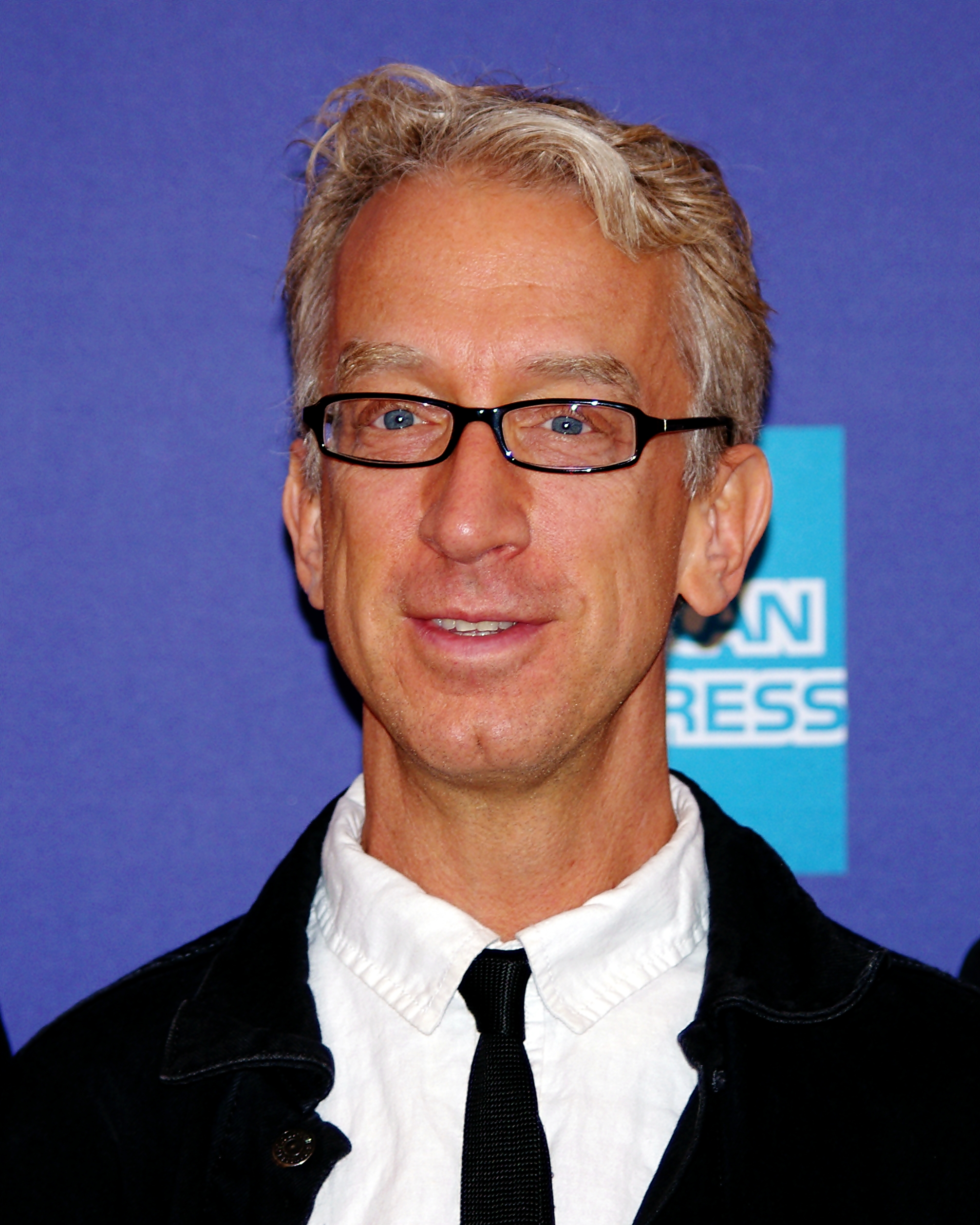
Andy Dick
(* 1965)

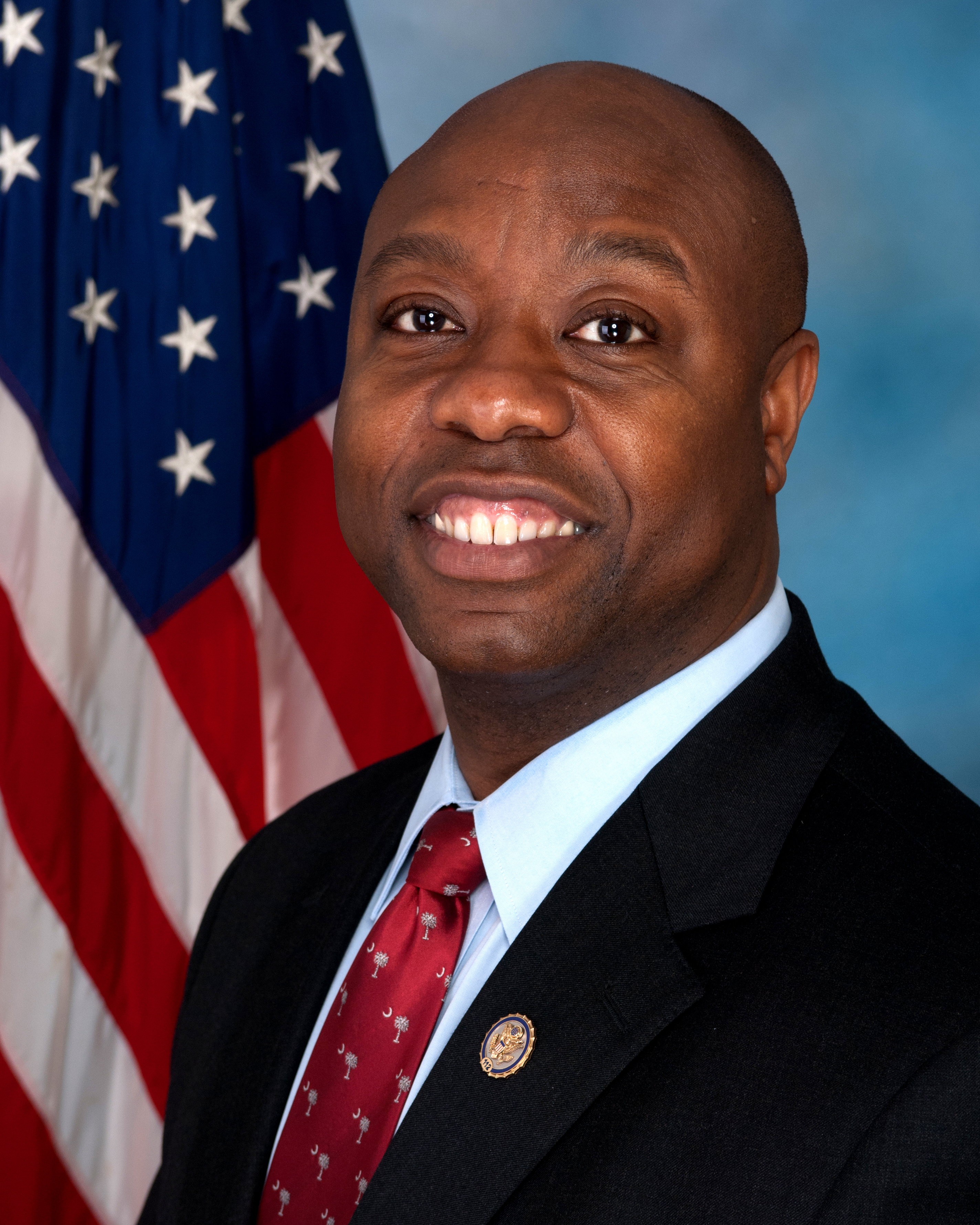
Tim Scott
(* 1965)

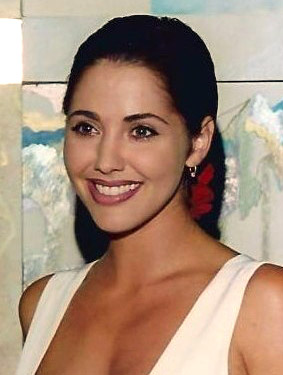
Bobbie Phillips
(* 1968)

- Lauren Hutton (* 1943), Schauspielerin und Fotomodell
- Earl Manigault (1944–1998), Basketballspieler
- Reynold Scott (1944–2018), Jazzmusiker und Hochschullehrer
- Art Shell (* 1946), American-Football-Spieler und -Trainer
- Glenn F. McConnell (* 1947), Politiker
- Joe Wilson (* 1947), Politiker
- Robert Jordan (1948–2007), Schriftsteller
- Alphonse Mouzon (1948–2016), Schlagzeuger, Komponist und Produzent
- Frank Lee Culbertson (* 1949), Astronaut
- Charles Marvin Green, Jr. (1950–2017), bekannt als „Angry Grandpa“, Internet-Persönlichkeit
- James D. Bissell (* 1951), Szenenbildner
- Harlan Greene (* 1953), Schriftsteller und Archivar
- Mo Brooks (* 1954), Politiker
- J. Henry Fair (* 1959), Fotograf und Umweltaktivist
- Will Patton (* 1954), Schauspieler
- Bob Belden (1956–2015), Jazzmusiker
- Catherine Coleman (* 1960), Astronautin
- Thomas Gibson (* 1962), Schauspieler
- Maylon Hanold (* 1963), Kanutin[2]
- Andy Dick (* 1965), Schauspieler
- Nancy Glenn Griesinger (* 1965), Mathematikerin und Hochschullehrerin
- Sallie Krawcheck (* 1965), Bankmanagerin
- Tim Scott (* 1965), Politiker (Republikanische Partei)
- Kevin Davis (* 1966), Turner[3]
- Darius Rucker (* 1966), Rock- und Countrymusiker
- Melanie Thornton (1967–2001), Pop- und R&B-Sängerin
- Lonnie Bradley (* 1968), Boxer
- Bobbie Phillips (* 1968), Schauspielerin
- André Bauer (* 1969), Politiker
- Shepard Fairey (* 1970), Street-Art Künstler, Grafiker und Illustrator aus der Skateboard-Szene

### 1971–2000

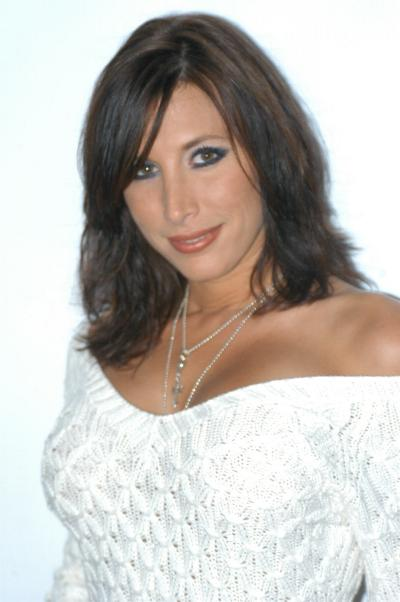
Lezley Zen
(* 1974)

- Lezley Zen (* 1974), Pornodarstellerin
- Johnny Whitworth (* 1975), Schauspieler
- Logan Marshall-Green (* 1976), Schauspieler
- Shanola Hampton (* 1977), Schauspielerin
- Will Files (* 1980), Tongestalter
- Ovie Mughelli (* 1980), Footballspieler
- Roddy White (* 1981), American-Football-Spieler
- Kwame Brown (* 1982), Basketballspieler
- Josh Powell (* 1983), Basketballspieler
- Josh Strickland (* 1983), Sänger und Schauspieler
- Terrell Everett (* 1984), Basketballspieler
- Ben Johnson (* 1986), American-Football-Trainer und -Spieler
- Johnny Wactor (1986–2024), Schauspieler
- Chris McGuiness (* 1988), Baseballspieler[4]
- Jonny Weston (* 1988), Schauspieler
- T'erea Brown (* 1989), Hürdenläuferin[5]
- Mackenzie Rosman (* 1989), Schauspielerin
- Khris Middleton (* 1991), Basketballspieler
- Raven Saunders (* 1996), Leichtathletin[6]

### Geburtsjahr unbekannt
- J. Henry Fair (* 20. Jahrhundert), Fotograf und Umweltaktivist

## 21. Jahrhundert

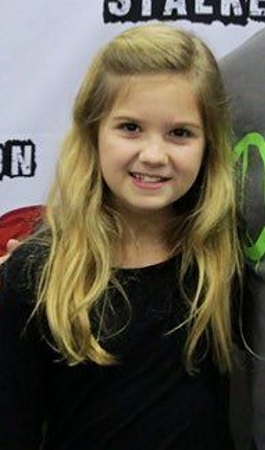
Kyla Kenedy
(* 2003)

- Kyla Kenedy (* 2003), Schauspielerin